# Carly Hibberd

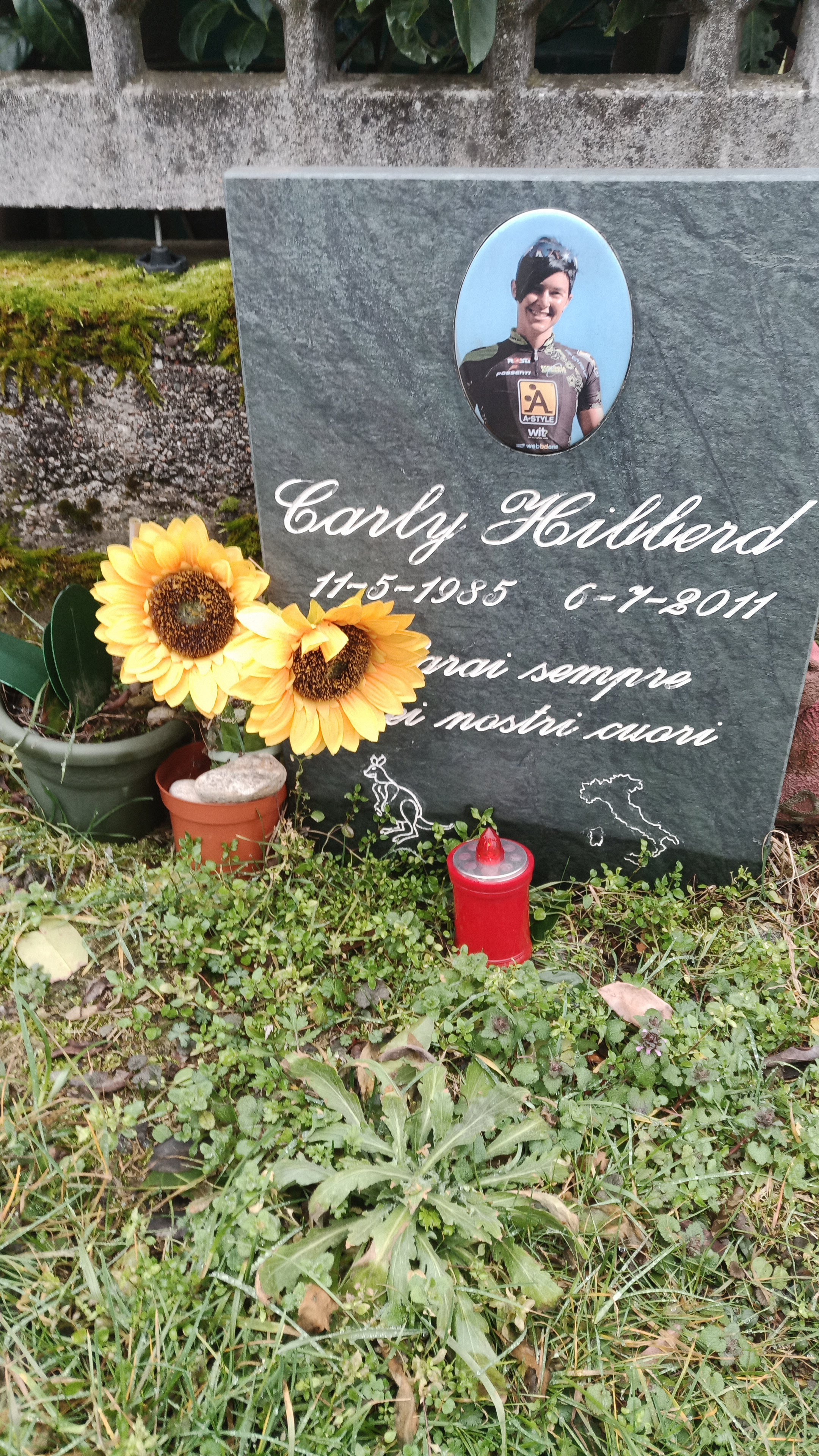
Gedenkstein für Carly Hibberd am Unfallort in Lurate Caccivio

Carly Hibberd (* 11. Mai 1985 in Sherwood, Queensland, Australien; † 6. Juli 2011 in Lurate Caccivio, Italien) war eine australische Radrennfahrerin.

## Leben
Hibberd war zwei Jahre lang mit einem Stipendium an der Queensland Academy of Sport. Dort betrieb sie zuerst Leichtathletik. Sie war Läuferin, bis sie mit dem Radsport anfing. Von 2006 bis 2008 fuhr sie für das Team MBCycles, wurde 2008 Zweite in der Gesamtwertung der Tour of Perth der Frauen und gewann den Titel in der australischen Straßenrennserie. Hibberd fuhr von 2009 bis 2010 für das italienische Team S.C. Michela Fanini Record Rox und wechselte kurz vor ihrem Tod ins Team Cassina Rizzardi A Style Fionucci.
Hibberd kollidierte am 6. Juli 2011 im Training in Italien zwischen Appiano Gentile und Lurate Caccivio mit einem Auto und verstarb noch am Unfallort.
Hibberd war verlobt und plante, im Oktober 2011 zu heiraten.